# Simon Engelmann
Simon Engelmann (* 22. März 1989 in Vechta) ist ein deutscher Fußballspieler. Der Stürmer steht beim SV Meppen unter Vertrag.

## Karriere

### Jugend und erste Erfahrungen im Herrenbereich in Niedersachsen
Engelmann stammt aus der niedersächsischen Universitätsstadt Vechta im Oldenburger Münsterland. Er wurde unter anderem bei Blau-Weiß Lohne ausgebildet, wechselte aber nach Ende seiner Juniorenzeit in die erste Herrenmannschaft des Vechtaer Stadtteilklubs VfL Oythe. In seiner ersten vollen Saison für die Oythener schoss der Stürmer 25 Tore in 30 Oberligaspielen, gegen den SV Bad Rothenfelde, den VfL Bückeburg und den VfL Oldenburg waren es allein jeweils drei Treffer. Engelmann war an beinahe der Hälfte der 55 Saisontore der Mannschaft direkt beteiligt, allerdings stieg man neben den zuvor genannten Gegnern sowie der SpVgg Preußen Hameln, dem SV Bavenstedt und dem VfL Germania Leer am Saisonende in die sechstklassige Landesliga ab, nachdem der ausrichtende Verband im Rahmen einer Umstrukturierung zwei Oberligastaffeln zu einer zusammenführte.

### Regionalliga mit Lotte
Engelmann ging jedoch nicht mit in die Landesliga, sondern wechselte im Sommer 2010 sogar eine Stufe höher in die viertklassige Regionalliga West. Auf dem für ihn neuen Niveau tat sich der 21-Jährige anfangs noch schwer, schoss lediglich vier Tore und wurde häufiger zugunsten der erfahreneren Spieler Sebastian Stachnik und Christian Erwig nicht berücksichtigt; der beste Torschütze des Teams war allerdings Innenverteidiger Tobias Willers, der siebenmal erfolgreich gewesen war. Zur Spielzeit 2011/12 kehrte Marcus Fischer nach einer Saison in Elversberg wieder nach Lotte zurück und war diesmal mit 14 Saisontoren der Spieler mit den meisten Treffern in den Reihen der Westfalen. Nach nur einer Vorlage vor dem Jahreswechsel steuerte Engelmann im Saisonendspurt jeweils drei Tore und Assists bei, seine Torvorlagen gegen Kaiserslautern II und den SC Wiedenbrück sicherten seinem Team jeweils drei Zähler. Allerdings hatte die U23 von Borussia Dortmund am Ende einen Punkt mehr auf dem Konto und stieg ihrerseits in die 3. Liga auf.

### Kurzer Aufenthalt in Cloppenburg
Nachdem Trainer Maik Walpurgis in der Folge dem bereits im Januar 2012 verpflichteten Aleksandar Kotuljac sowie den Neuzugängen Roman Prokoph und Dennis Schmidt häufiger das Vertrauen schenkte, kam Engelmann bis zum Jahreswechsel nur auf sechs Einsätze, davon fünf nach Einwechslungen, sowie zwei Landespokalspiele. Als Konsequenz daraus löste er seinen Vertrag in Lotte auf und ging zurück in die Heimat, wo er sich dem Nordregionalligisten BV Cloppenburg anschloss. Über das halbe Jahr in Cloppenburg, in dem er in neun Spielen keine Torbeteiligung vorweisen konnte, sagte der Spieler später: „Ein halbes Jahr, das hat mir nicht ganz so gut gefallen. Mit Professionalität hatte das wenig zu tun. Die Strukturen im Westen sind anders, auch weil's hier viele Traditionsvereine gibt. Viele sind besser aufgestellt und arbeiten professionell.“

### Zwei Jahre in Verl
Folglich ging es für den Niedersachsen zur Saison 2013/14 zurück in den Westen, diesmal zum SC Verl, wo er zwei Spielzeiten lang blieb. Gleich in seinem Debütspiel gegen Fortuna Düsseldorf II schoss Engelmann ein Tor und gewann mit seiner Mannschaft 2:0. Bis zum Saisonende folgten 16 weitere Ligatore, darunter zwei spielentscheidende „Dreierpacks“ (gegen Uerdingen und Bayer Leverkusen II). Der rasch zum Stammstürmer avancierende Engelmann schoss auch seiner zweiten und letzten Saison für die Ostwestfalen 16 Tore in der Regionalliga, darüber hinaus war er im Westfalenpokal mit neun Treffern entscheidend am Erreichen des Endspiels beteiligt. In diesem musste er sich mit Verl im Elfmeterschießen seinem alten Team aus Lotte geschlagen geben.

### Etablierung bei Rot-Weiß Oberhausen
Innerhalb der Regionalliga West schloss sich Engelmann im Sommer 2015 nun seinem bereits dritten Verein in dieser Spielklasse an, als er zu Rot-Weiß Oberhausen wechselte. Hier bildete er mit dem fünf Jahre jüngeren Raphael Steinmetz eine Doppelspitze oder wich auf den linken Flügel aus, wenn Trainer Andreas Zimmermann Steinmetz den Sturmkollegen David Jansen zur Seite stellte. Nach Jansens Weggang und nachdem Engelmann Steinmetz auf die Ersatzbank gedrängt hatte, lief er entweder alleine im Sturmzentrum oder neben dem Neuzugang Güngör Kaya auf. 

### Meister mit Rödinghausen
Nach zwei Jahren in Oberhausen ging es für den Stürmer zurück nach Ostwestfalen und innerhalb der Regionalliga West stellte er sich in die Dienste des SV Rödinghausen. Als Stammkraft besetzte er in seinem ersten Jahr häufig das Sturmzentrum gemeinsam mit dem besten Torschützen Marius Bülter, der nach der Saison in die 2. Bundesliga wechselte. Engelmann legte neben seinen 12 Toren auch zehn weitere auf, beim 8:1 gegen den späteren Absteiger Westfalia Rhynern gelangen ihm allein vier Treffer. Die Spielzeit 2018/19 wurde dann zur bisher erfolgreichsten des Angreifers. Durch ein Tor war er entscheidend daran beteiligt, dass der Zweitligist Dynamo Dresden in der 1. Runde des DFB-Pokals, in dem er selbst erstmals zum Einsatz kam, mit 3:2 besiegt wurde. Im anschließenden Zweitrundenspiel unterlag man dem amtierenden deutschen Meister FC Bayern München im ausverkauften Ausweichstadion in Osnabrück knapp mit 1:2. Nach weiteren Siegen gegen Gegner wie Preußen Münster und den TuS Haltern stand Rödinghausen am Ende im Endspiel des Westfalenpokals, das gewonnen wurde und in welchem Engelmann den entscheidenden Treffer erzielte. In der Liga landete der SV Rödinghausen vier Punkte hinter dem Meister und Aufsteiger Viktoria Köln, doch Engelmann errang noch einen weiteren, persönlichen Titel. Mit 19 Treffern wurde der mittlerweile 30-Jährige erstmals Torschützenkönig der Regionalliga West. Den zuletzt genannten Wert konnte Engelmann in der darauffolgenden Spielzeit noch einmal überbieten, denn diesmal schoss er mit 26 Toren, darunter sechs „Zweier-“ und ein „Dreierpack“, die meisten der Liga. Gemeinsam mit Mannschaftskollegen wie Franz Pfanne, Omar Haktab Traoré und Lars Lokotsch führte er den SV Rödinghausen so zu dessen erstem Meistertitel in der Regionalliga West. Aus „Gründen der Nachhaltigkeit“ – beispielsweise ein Stadionumbau, um die durch den DFB geforderten Regularien zu erfüllen – sprach sich die Vereinsführung jedoch gegen die Beantragung einer Drittligalizenz und den damit verbundenen Aufstieg aus. Folglich rückte Engelmanns alter Verein Verl als Vizemeister nach und stieg in die 3. Liga auf.

### Drittligaaufstieg mit Essen
Neben dem Stürmer verließen im Sommer 2020 noch 12 weitere Spieler den Verein und gemeinsam mit seinem Teamkameraden Felix Backszat wechselte dieser zu Rot-Weiss Essen, in der abgelaufenen Saison Tabellendritter. Gleich zu Beginn der Pflichtspielsaison schoss Engelmann seinen neuen Arbeitgeber im August 2020 mit drei Toren zum ersten Titel, als der Fünftligist 1. FC Kleve im Endspiel des Niederrheinpokals mit 3:1 besiegt wurde. Hierbei handelte es sich aber noch um das Endspiel der Ausgabe 2019/20, die ebenso wie das Halbfinale gegen den TVD Velbert in Folge der COVID-19-Pandemie nicht wie geplant im Mai desselben Jahres hatte ausgetragen werden können. Mit dem Team von der Hafenstraße blieb Engelmann von Ligasaisonbeginn an 22 Spiele in Folge ungeschlagen und verlor in der Folge nur vier Partien. Über einen Großteil der Saison, die weiterhin von der Pandemie bestimmt wurde und in der häufig Spiele verschoben werden mussten, duellierten sich die Essener mit der U23 Borussia Dortmunds um den ersten Platz. Am Ende machte diese mit drei Zählern mehr das Rennen, nachdem Essen beispielsweise im drittletzten Spiel gegen den 1. FC Köln II verloren hatte. Der Angreifer erhöhte seinen Bestwert erneut und kam nun auf 29 Ligatore, allein beim 6:1 gegen Wuppertal war dieser viermal vor dem gegnerischen Tor erfolgreich gewesen. Auch fiel Engelmann erneut als mannschaftsdienlicher Spieler auf, denn über die gesamte Pflichtspielsaison hatte er neben 33 Toren auch elf Assists beigesteuert. In der Saison 2021/22 gewann Engelmann mit Essen beispielsweise mit 11:0 gegen den Drittligaabsteiger KFC Uerdingen 05 und verlor dreimal, darunter einmal auch gegen den ärgsten Konkurrenten, Preußen Münster. Nach dem letzten Spieltag trennten die beiden punktgleichen Vereine Münster und Essen gerade einmal drei Tore zugunsten von Rot-Weiss, womit nun nach 15 Jahren Abstinenz die Rückkehr in eine überregionale Profiliga erreicht wurde.
Essen konnte an den ersten sechs Spieltagen nicht gewinnen, ehe der Zweitligaabsteiger FC Erzgebirge Aue mit 2:1 besiegt wurde. Drei Tore und zwei Assists leistete in diesem Zeitraum Engelmann, der sich im Kampf um einen Startplatz unter anderem gegen den Neuzugang Ron Berlinski durchsetzen konnte. Eine Sehnenverletzung kostete Engelmann im Winter sechs Spiele, im Frühjahr waren es krankheitsbedingt weitere sechs. Berlinski erhielt währenddessen Chancen, um sich für einen Stammplatz zu bewähren, im Gesamtvergleich blieb Engelmann aber der statistisch gesehen effektivere Stürmer.

### Rückkehr nach Rödinghausen
Zur Regionalligasaison 2023/24 kehrte Engelmann zurück nach Rödinghausen. Verletzungs- wie auch krankheitsbedingt verpasste er große Teile der Hinserie und stand seinem Verein erst in der Rückrunde durchgängig zur Verfügung. Mit Rödinghausen erreichte er einen Platz in der oberen Tabellenhälfte und traf dreimal, als der spätere Absteiger Rot Weiss Ahlen mit 5:1 besiegt wurde. Die Folgesaison begann, zumindest im Westfalenpokal, für Verein und Spieler gut. Vom Bezirksligisten SV Höxter trennte man sich mit 13:0, sieben Treffer gingen auf Engelmanns Konto. Im März 2025 sah der SV Rödinghausen als eine der besten Mannschaften der Liga erneut davon ab, eine Drittligalizenz zu beantragen. Wenig später gab der Verein bekannt, Engelmanns im Sommer auslaufenden Vertrag nach Absprache mit diesem nicht verlängert zu haben.

### Karriereausklang in Meppen
Im Sommer 2025 wechselte Engelmann in die Regionalliga Nord zum SV Meppen. Darüber hinaus ist geplant, den Stürmer beruflich bei einem der Sponsoren des Vereins einzubinden, um diesen bereits auf die Zeit nach dem Profifußball vorzubereiten.

## Erfolge und Auszeichnungen
SV Rödinghausen
- Meister der Regionalliga West: 2020
- Westfalenpokalsieger: 2019

Rot-Weiss Essen
- Meister der Regionalliga West und Aufstieg in die 3. Liga: 2022
- Niederrheinpokalsieger: 2020, 2023

Persönlich
- Torschützenkönig der Regionalliga West: 2019 (19 Tore), 2020 (26 Tore), 2021 (29 Tore), 2022 (24 Tore)

## Persönliches
Engelmann ist verheiratet mit Sandra, das Paar hat zwei Kinder. Seit dem Drittligaaufstieg mit Rot-Weiss Essen leben die Engelmanns wieder in Bakum in ihrer niedersächsischen Heimat. Engelmann selbst bewohnte als Berufspendler noch eine kleine Wohnung in Essen, solange er für den Verein tätig war.